# 绳纹车轮螺
绳纹车轮螺（学名：Heliacus variegatus），又名高腰繩目車輪螺（Heliacus variegata）或曳繩目車輪螺（学名： (Bayer F. M. 1948)，是异腹足目车轮螺科小轮螺属的一种。主要分布于越南、印度尼西亚、韩国、中国大陆、台湾，常栖息在潮下带。